# Tamm-Horsfallov protein
Tamm-Horsfallov protein ili uromodulin (UMOD) je mukoprotein kojeg se obilje može naći u urinu zdravog čovjeka. 
Uromodulin može se naći u količini od 30-60 mg u urinu pri fiziološkim uvjetima, nastaje na luminalnoj površini stanica uzlaznog dijela Henleove petlje u bubregu svih sisavaca, proteolitičkim cijepanjem membranskog proteina.